# Megadytes
Megadytes là một chi bọ cánh cứng trong họ Dytiscidae. 

## Hình ảnh

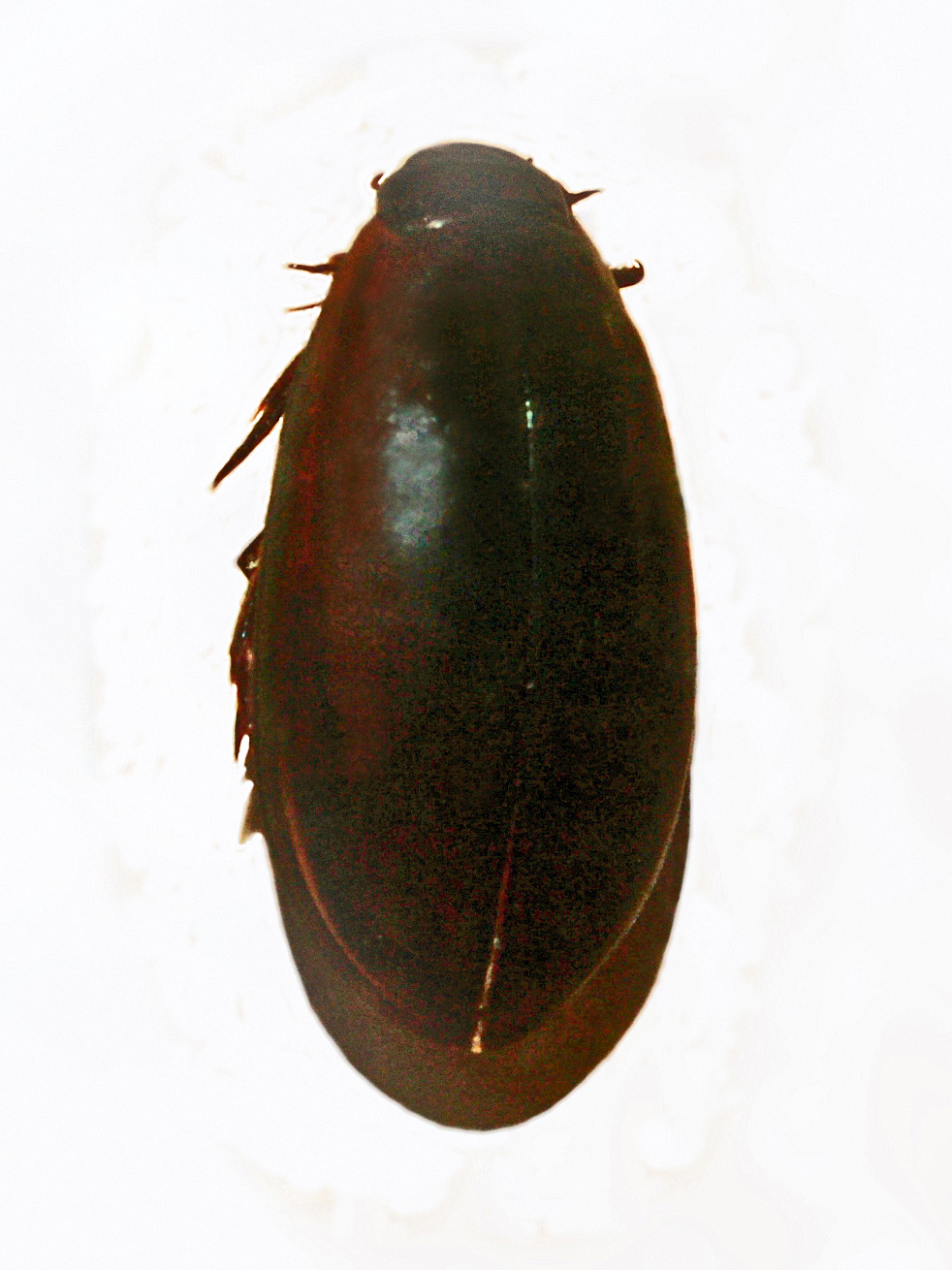

## Loài
Các loài gồm:
- Megadytes australis
- Megadytes carcharias
- Megadytes ducalis
- Megadytes fallax
- Megadytes fraternus
- Megadytes giganteus
- Megadytes glaucus
- Megadytes laevigatus
- Megadytes latus
- Megadytes magnus
- Megadytes marginithorax
- Megadytes robustus